# Virusnomenclatuur
De virusnomenclatuur is de regelgeving bij het toekennen van namen aan virussen. Deze wordt geregeld in de The International Code of Virus Classification and Nomenclature.
De International Committee on Taxonomy of Viruses geeft een taxonomische lijst van virussen uit, die regelmatig wordt herzien. In deze lijst worden de erkende soorten en geslachten genoemd, en voor zover bekend en erkend de families en ordes waartoe deze behoren.